# Wybory do Parlamentu Europejskiego w Polsce

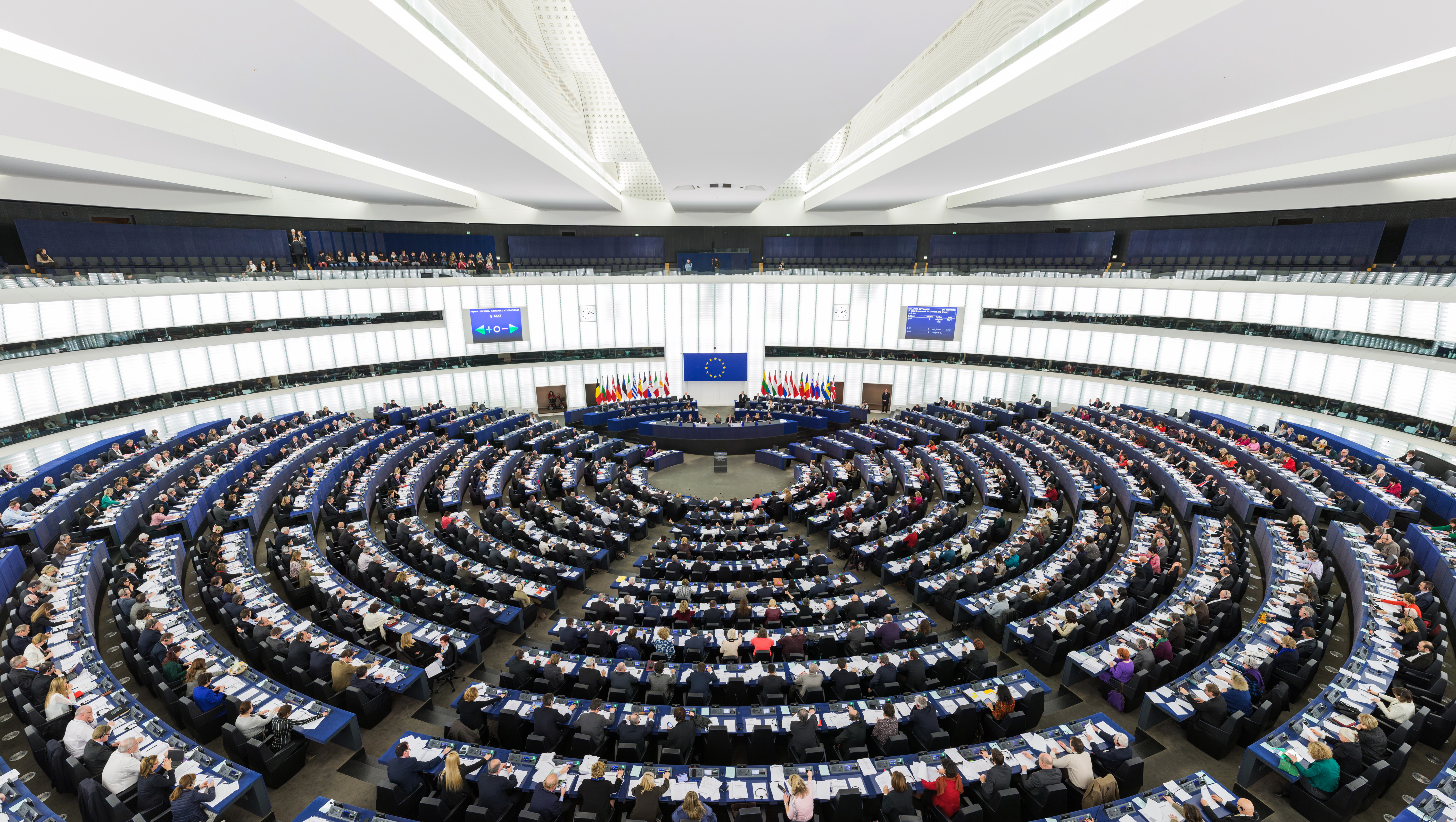
Sala obrad Parlamentu Europejskiego w Strasburgu

Wybory do Parlamentu Europejskiego w Polsce – wybory do Parlamentu Europejskiego przeprowadzane na terytorium Polski. Ich główne zasady oraz pozycja prawnoustrojowa Parlamentu Europejskiego określone są w Traktacie o funkcjonowaniu Unii Europejskiej (do 2009 r. Traktacie ustanawiającym Wspólnotę Europejską), zaś szczegóły regulowane są na poziomie państw członkowskich. W Polsce regulacje prawne dotyczące wyłaniania składu Parlamentu Europejskiego zawarte są w Kodeksie wyborczym.

## Regulacje wspólnotowe
Podstawowe zasady wyborów określone są w art. 223 Traktatu o funkcjonowaniu Unii Europejskiej (do 2009 r. art. 190 Traktatu ustanawiającego Wspólnotę Europejską). Ustanawia on dwie naczelne zasady – bezpośredniość i powszechność. Przewiduje również możliwość uchwalenia jednolitej ordynacji wyborczej w całej Unii. Ważnymi aktami prawnymi regulującymi procedurę wyborczą są także dyrektywa 93/109/WE oraz Akt dotyczący wyborów przedstawicieli do Parlamentu Europejskiego w powszechnych wyborach bezpośrednich. Wysokość maksymalnej granicy progu wyborczego ustalono na poziomie 5%. Prawo wyborcze przysługuje wszystkim obywatelom Unii – czynne w większości państw od 18. roku życia (w Grecji jest to 17 lat, na Malcie, w Niemczech, Austrii, Belgii - 16), bierne – w zależności od państw. We wszystkich krajach członkowskich przyjęto także zasady równości oraz proporcjonalności. Liczba eurodeputowanych wybieranych z poszczególnych państw ustalona jest w traktacie nicejskim oraz traktatach akcesyjnych do Unii Europejskiej z 2003 i 2005 roku. Na kadencję 2004-2009 w Polsce wybrano 54 deputowanych, zaś od wyborów w czerwcu 2009 było to 50 parlamentarzystów, następnie w 2014 r. było to 51 eurodeputowanych, a w 2019 r. 51+1, w związku z Brexitem. Również termin wyborów określony jest przez przepisy prawa Unii Europejskiej, natomiast samo głosowanie zarządza Prezydent.

## Ordynacja w Polsce
Wybory do Parlamentu Europejskiego są jedynymi wyborami powszechnymi nieuregulowanymi w Konstytucji, a jedynie poprzez ustawę. Przyjęła ona cztery naczelne zasady:
- wolność wyboru;
- powszechność;
- bezpośredniość;
- tajność głosowania.

Przepisy ustawy rozstrzygają także kwestię niepołączalności funkcji parlamentarzysty w Polsce z funkcją posła do Parlamentu Europejskiego – wybór posła lub senatora na eurodeputowanego skutkuje automatyczną utratą mandatu w Sejmie lub Senacie.

### Prawa wyborcze
Prawa wyborcze przysługują wszystkim obywatelom polskim, a także obywatelom innych państw członkowskich stale zamieszkujących w Polsce, ujętym w stałym rejestrze wyborców (zasada domicylu). Zasada ta została potwierdzona w wyroku Trybunału Konstytucyjnego z 31 maja 2004. Prawo wybierania przysługuje osobom, które ukończyły 18. rok życia oraz nie zostały wyrokiem sądu pozbawione praw publicznych, praw wyborczych ani ubezwłasnowolnione. Prawo wybieralności przysługuje osobom, które nie były karane za przestępstwo popełnione umyślnie, ścigane z oskarżenia publicznego i od co najmniej 5 lat stale zamieszkują w Polsce lub na terytorium innego państwa Unii Europejskiej. Dolna granica (cenzus) wieku wynosi 21 lat.

### Zgłaszanie kandydatów i kampania wyborcza
Prawo zgłaszania kandydatów przysługuje wyborcom oraz partiom politycznym, którym dodatkowo przyznano prawo tworzenia koalicji wyborczych. Czynności wyborcze oraz kampania prowadzone są przez komitety wyborcze. Utworzenie komitetu obarczone jest wymogiem zebrania 1000 podpisów poparcia dla tej inicjatywy. Liczba kandydatów zgłaszanych na listach okręgowych przez komitety musi zawierać się w przedziale pomiędzy pięcioma a dziesięcioma osobami. Kandydować wolno wyłącznie w jednym okręgu i tylko z jednej listy. Rejestracja listy wymaga zebrania 10 000 podpisów poparcia. Kampania rozpoczyna się wraz z ogłoszeniem postanowienia o zarządzeniu wyborów i kończy 24 godziny przed dniem ich rozpoczęcia (tzw. cisza wyborcza). Prowadzi się ją na zasadach określonych w Ordynacji wyborczej do Sejmu i do Senatu. Jej finansowanie jest jawne.

### Podział mandatów
Ustalaniem wyników wyborów zajmuje się Państwowa Komisja Wyborcza. W podziale mandatów uczestniczą komitety wyborcze, które w skali kraju uzyskały minimum 5% ważnych głosów. Liczba mandatów przysługująca poszczególnym komitetom w skali kraju ustalana jest  według metody D’Hondta (art. 356 Kodeksu wyborczego). Następnie mandaty przypadające danemu komitetowi są dzielone pomiędzy jego listy okręgowe z zastosowaniem metody Hare’a-Niemeyera (art. 358 Kodeksu wyborczego). Państwowa Komisja Wyborcza sporządza protokół oraz ogłasza wyniki wyborów w Dzienniku Ustaw Rzeczypospolitej Polskiej w formie obwieszczenia. Wszelkie protesty wyborcze rozpatrywane są przez Sąd Najwyższy. Brak przydziału określonej liczby mandatów poszczególnym okręgom umożliwia sytuację, w której ze względu na niską frekwencję w danym okręgu oraz odpowiedni rozkład głosów na poszczególne listy wyborcze, w danym okręgu nie zostanie wybrany żaden deputowany.

### Okręgi wyborcze

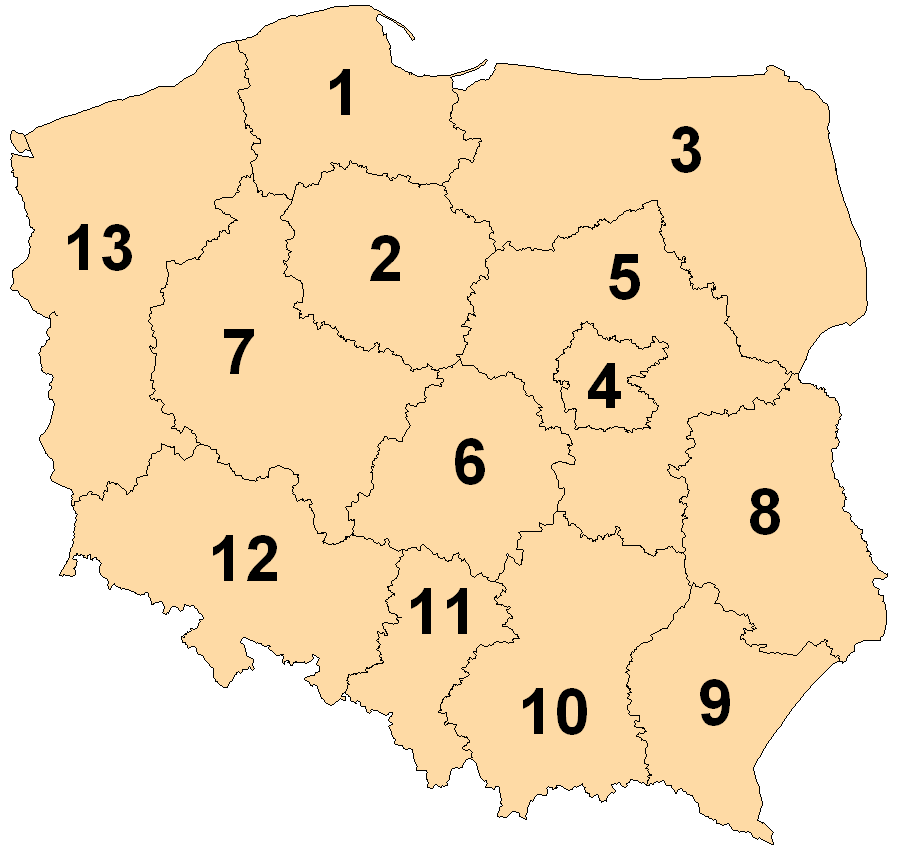
mapa okręgów

Ordynacja dzieli kraj na trzynaście wielomandatowych okręgów wyborczych. Zasada ta jest krytykowana ze względu na to, że europosłowie mają reprezentować w PE cały kraj, nie poszczególne okręgi, co prowadzi do rozlicznych patologii podczas kampanii wyborczej. 
| Numer       | Obszar                                                              | Siedziba okręgowej komisji wyborczej |
| ----------- | ------------------------------------------------------------------- | ------------------------------------ |
| Okręg nr 1  | województwo pomorskie                                               | Gdańsk                               |
| Okręg nr 2  | województwo kujawsko-pomorskie                                      | Bydgoszcz                            |
| Okręg nr 3  | województwo podlaskie i warmińsko-mazurskie                         | Olsztyn                              |
| Okręg nr 4  | Warszawa z 8 powiatami województwa mazowieckiego                    | Warszawa                             |
| Okręg nr 5  | 4 miasta na prawach powiatu i 29 powiatów województwa mazowieckiego | Warszawa                             |
| Okręg nr 6  | województwo łódzkie                                                 | Łódź                                 |
| Okręg nr 7  | województwo wielkopolskie                                           | Poznań                               |
| Okręg nr 8  | województwo lubelskie                                               | Lublin                               |
| Okręg nr 9  | województwo podkarpackie                                            | Rzeszów                              |
| Okręg nr 10 | województwo małopolskie i świętokrzyskie                            | Kraków                               |
| Okręg nr 11 | województwo śląskie                                                 | Katowice                             |
| Okręg nr 12 | województwo dolnośląskie i opolskie                                 | Wrocław                              |
| Okręg nr 13 | województwo lubuskie i zachodniopomorskie                           | Gorzów Wielkopolski                  |

## Wyniki wyborów
Od czasu przystąpienia Polski do Unii Europejskiej wybory odbyły się pięciokrotnie – 13 czerwca 2004, 7 czerwca 2009, 25 maja 2014, 26 maja 2019 oraz 9 czerwca 2024.
| Wybory              | Frekwencja |
| ------------------- | ---------- |
| Wybory do PE w 2004 | 20,9%      |
| Wybory do PE w 2009 | 24,53%     |
| Wybory do PE w 2014 | 23,83%     |
| Wybory do PE w 2019 | 45,68%     |
| Wybory do PE w 2024 | 40,65%     |

## Polskie partie w Parlamencie Europejskim
| Frakcja                                                                         | Ideologia                      | Partie                                                         |
| ------------------------------------------------------------------------------- | ------------------------------ | -------------------------------------------------------------- |
| Europejska Partia Ludowa                                                        | chrześcijańska demokracja      | PO, PSL                                                        |
| Partia Europejskich Socjalistów                                                 | socjaldemokracja               | Nowa Lewica, SLD, Wiosna, UP, Twój Ruch, SDPL                  |
| Odnówmy Europę                                                                  | liberalizm                     | Polska 2050                                                    |
| Porozumienie Liberałów i Demokratów na rzecz Europy (2004 - 2019 nieistniejąca) | liberalizm                     | PD, SD                                                         |
| Europejscy Konserwatyści i Reformatorzy                                         | konserwatyzm                   | PiS, SP, Porozumienie, PRJG, Prawica Rzeczypospolitej, Ruch PE |
| Unia na rzecz Europy Narodów (1999 - 2009 nieistniejąca)                        | Europa ojczyzn                 | PiS, NP, Stronnictwo „Piast”, Samoobrona RP                    |
| Zieloni – Wolny Sojusz Europejski                                               | zielona polityka i regionalizm | –                                                              |
| Zjednoczona Lewica Europejska – Nordycka Zielona Lewica                         | socjalizm i komunizm           | –                                                              |
| Tożsamość i Demokracja                                                          | nacjonalizm, eurosceptycyzm    | –                                                              |
| Europa Narodów i Wolności (2015 - 2019 nieistniejąca)                           | Europa ojczyzn                 | Kongres Nowej Prawicy                                          |
| Europa Wolności i Demokracji Bezpośredniej (2014 - 2019 nieistniejąca)          | eurosceptycyzm                 | dawniej KORWiN                                                 |
| Europa Wolności i Demokracji (2009 - 2014 nieistniejąca)                        | eurosceptycyzm                 | dawniej SP                                                     |
| Niepodległość i Demokracja (2004 - 2009 nieistniejąca)                          | eurosceptycyzm                 | Liga Polskich Rodzin, dawniej Prawica Rzeczypospolitej         |